# Dobera
Dobera is een geslacht uit de familie Salvadoraceae. De soorten komen voor in Afrika, van Eritrea tot in Mozambique en verder op het Arabisch Schiereiland en in West-India.

## Soorten
- Dobera glabra (Forssk.) Juss. ex Poir.
- Dobera loranthifolia (Warb.) Harms